# 新田純子
新田 純子（にった じゅんこ）は、日本の作家。日本ペンクラブ会員。

## 人物・経歴
名古屋市生まれ。東京都出身。5歳より東京都へ転居。
1965年（昭和40年）、立教大学文学部卒業。大学在学中には1964年東京オリンピックの通訳を務めた。大学卒業後、旅行会社に勤務する。海外技術協力事業団（OTCA）の通訳も務めた。
執筆活動を行い、1983年（昭和58年）『飛蝶』で第26回女流新人賞（中央公論新社主宰）受賞。
その後、小説やエッセイのほか、紀行などを雑誌に寄稿する。
2000年以降は、浅野総一郎（浅野財閥創設者）の人物史を中心に日本近代史の論評執筆や書籍を出版し、日本の近代化を解き明かすことをライフワークに活動を行う。

## 主な著書
- 『飛蝶』青弓社 1990年9月
- 『猫とマリモ』青弓社 1990年12月
- 『万葉人の遺言』コスモの本 1992年5月
- 『トルコ幻想―はるかなる時をさかのぼる旅』アリアドネ企画 1995年12月
- 『はるかなるトルコから』三修社 2000年7月
- 『その男、はかりしれず―日本の近代をつくった男浅野総一郎伝』中央公論新社 2000年10月
- 『九転十起の男: 日本の近代をつくった浅野総一郎』毎日ワンズ 2007年4月
- 『浅野総一郎の度胸人生』毎日ワンズ 2010年12月
- 『空の如く、海の如く』毎日ワンズ 2014年3月